# بيت رييح (الحيمة الخارجية)

تعديل مصدري - تعديل

بيت رييح هي إحدى قرى عزلة بني منصور بمديرية الحيمة الخارجية التابعة لمحافظة صنعاء، بلغ تعداد سكانها 110 نسمة حسب تعداد اليمن لعام 2004.